# Sarano
Sarano è una località (non è considerata frazione) del comune di Santa Lucia di Piave, in provincia di Treviso. Essa si trova al confine nord del Comune, dove confina con Conegliano. È attraversata dal torrente Crevada e lambita ad est dal fiume Monticano.

## Monumenti e luoghi d'interesse

### Chiesa di San Martino
Edificio di modeste dimensioni e di antica origine, la chiesa parrocchiale di Sarano si presenta con facciata a capanna caratterizzata solo dal portale lapideo rettangolare, dal rosone centrale e dal timpano, nel quale è inscritto un rosone di dimensioni più piccole.
L'interno, a una navata, è coperto da volta a botte e illuminato per mezzo di sei aperture circolari (sul modello del rosone della facciata) ai due lati, dove si aprono due coppie di cappelle laterali.
Un arcone a tutto sesto introduce all'altare maggiore, dove è custodita una pala raffigurante Madonna col Bambino tra i santi, opera del 1793 di Pietro Antonio Novelli. Ai lati dell'altare due statue marmoree di buone dimensioni rappresentano due angeli.

### Mulino Casagrande
Il Mulino Casagrande è un edificio situato prima del ponte sul fiume Crevada (percorrendo la strada provinciale in direzione Bocca di Strada); esso è legato alle vicende della prima guerra mondiale, raccontate nel diario della maestra Casagrande.

### Villa Corner-Campana, già Tiepolo
Fatta erigere nel Settecento dalla famiglia Tiepolo di Venezia e in seguito passata ai nobili Campana e Corner, la villa presenta - oltre al corpo centrale - due barchesse simmetriche e un oratorio; antistante la villa si apre un giardino all'italiana e nel retro si estende un ampio parco progettato dall'architetto paesaggista Antonio Caregaro Negrin.

## Infrastrutture e trasporti

### Strade
- Strada Provinciale 47 "di Vazzola", che a Sarano prende il nome di via Distrettuale: unisce Conegliano a Bocca di Strada.